# Мужская сборная Мали по баскетболу
Мужская сборная Мали по баскетболу — национальная команда по баскетболу, представляющая Мали в международных соревнованиях. Управляется Малийской федерацией баскетбола.

## История
Сборная сформирована в 1961 году, когда Мали стала членом Международной федерации баскетбола.

### Чемпионаты Африки
Сборная Мали 19 раз участвовала в розыгрыше чемпионата Африки по баскетболу и единственный раз стала призёром. В 1972 году на турнире, который проходил в Сенегале, малийцы завоевали бронзовую медаль: на групповом этапе они потерпели лишь одно поражение от будущего чемпиона — сборной Сенегала, в полуфинале уступили Египту, а в матче за 3-4-е места разгромили сборную ЦАР.
Ещё пять раз (в 1968, 1987, 1989, 1992 и 1999 годах) малийцы занимали 4-е место в чемпионате Африки.
| Год  | Позиция | Турнир                              | Место проведения            |
| ---- | ------- | ----------------------------------- | --------------------------- |
| 1964 | 6       | Чемпионат Африки по баскетболу 1964 | Касабланка, Марокко         |
| 1968 | 4       | Чемпионат Африки по баскетболу 1968 | Касабланка, Марокко         |
| 1972 | 3       | Чемпионат Африки по баскетболу 1972 | Дакар, Сенегал              |
| 1974 | 7       | Чемпионат Африки по баскетболу 1974 | Банги, ЦАР                  |
| 1987 | 4       | Чемпионат Африки по баскетболу 1987 | Тунис, Тунис                |
| 1989 | 4       | Чемпионат Африки по баскетболу 1989 | Луанда, Ангола              |
| 1992 | 4       | Чемпионат Африки по баскетболу 1992 | Каир, Египет                |
| 1993 | 7       | Чемпионат Африки по баскетболу 1993 | Найроби, Кения              |
| 1995 | 5       | Чемпионат Африки по баскетболу 1995 | Алжир, Алжир                |
| 1997 | 6       | Чемпионат Африки по баскетболу 1997 | Дакар, Сенегал              |
| 1999 | 4       | Чемпионат Африки по баскетболу 1999 | Кабинда и Луанда, Ангола    |
| 2001 | 11      | Чемпионат Африки по баскетболу 2001 | Рабат и Касабланка, Марокко |
| 2005 | 8       | Чемпионат Африки по баскетболу 2005 | Алжир, Алжир                |
| 2007 | 11      | Чемпионат Африки по баскетболу 2007 | Ангола                      |
| 2009 | 8       | Чемпионат Африки по баскетболу 2010 | Бенгази и Триполи, Ливия    |
| 2011 | 9       | Чемпионат Африки по баскетболу 2011 | Антананариву, Мадагаскар    |
| 2013 | 15      | Чемпионат Африки по баскетболу 2013 | Абиджан, Кот-д’Ивуар        |
| 2015 | 7       | Чемпионат Африки по баскетболу 2015 | Радес, Тунис                |
| 2017 | 9       | Чемпионат Африки по баскетболу 2017 | Дакар, Сенегал Радес, Тунис |

### Африканские игры
Сборная Мали 5 раз участвовала в баскетбольном турнире Африканских игр и дважды была призёром: в 1978 году завоевала серебряную медаль, в 1995 году — бронзовую.
| Год  | Позиция | Турнир                | Место проведения             |
| ---- | ------- | --------------------- | ---------------------------- |
| 1978 | 3       | Африканские игры 1978 | Алжир, Алжир                 |
| 1995 | 2       | Африканские игры 1995 | Хараре, Зимбабве             |
| 2007 | 4       | Африканские игры 2007 | Алжир, Алжир                 |
| 2011 | 9       | Африканские игры 2011 | Мапуту, Мозамбик             |
| 2015 | 4       | Африканские игры 2015 | Браззавиль, Республика Конго |

### Другие международные турниры
Сборная Мали ни разу не участвовала в летних Олимпийских играх и чемпионатах мира по баскетболу.